# Х-32 Бекас
Х-32 Бекас — легкий багатоцільовий літак розроблений українською фірмою «Лілієнталь» («Lilienthal») у Харкові.

## Історія
Свій початок Х-32 бере від експериментального літака ХАІ-48 створеного студентами ХАІ у 1980-х роках.
1991 року засновано ЗАТ «Лілієнталь», який було названо в честь однойменного дельтапланерного клубу що функціонував при заводі ХАЗ; назва клубу в свою чергу походить від імені піонера авіації Отто Лілієнталя.
З 1993 року налагоджено серійне виробництво літака Х-32 «Бекас».
У 1995 році Державна авіаційна служба України надала сертифікат типу на літак Х-32 «Бекас».
3 березня 2003 року Укравіатранс надав серитифікат типу літаку Х-32. Станом на 2003 рік було виготовлено понад 100 літаків.
29 грудня 2005 року Державна авіаційна служба України надала сертифікат типу на літак Х-32-912.
У середині 2008 року потужність виробництва досягла рівня 4-5 літаків у місяць, але у зв'язку зі світовою фінансово-економічною кризою темпи виробництва впали до 3-4 літаків у місяць.
У 2010 році виробництво перенесено з території ХАЗ у власні цехи фірми у передмісті Харкова.
Станом на 2010 рік виготовлено понад 230 літаків різних модифікацій, а станом на 2013 рік було випущено вже понад 250 літаків, при цьому у найкращі роки вироблялося до 28 літаків у місяць.
13 травня 2014 року було зупинено обіг акцій ПрАТ «Авіаційна фірма „Лілієнталь“» і розпочато процедуру припинення діяльності юридичної особи.
У 2021 році власники фірми повідомляли про те що продовжують надавати технічну підтримку і супровід для власників літаків, незважаючи на ліквідацію виробництва.

## Конструкція
По аеродинамічному компонуванню є підвідкосним високопланом зі штовхаючою силовою установкою, обладнаним трьохопорним шасі з переднім рульовим колесом, що не забирається.
Кабіна двомісна, а в деяких модифікаціях одно- або тримісна, з тандемним розташуванням пілотів.
Силова установкою виступає поршневий двигун Rotax 582 потужністю 64 к.с. або ж, за бажанням замовника, Rotax 912 потужністю 80-100 к.с. Гвинт переставного кроку ВПШ-2 «Донець» або аналогічний.
Літак дуже добре реагує на дії пілота, дуже швидко виходить зі штопора, і вибачає пілотам більшість помилок.
Літак може виконувати фігури вищого пілотажу, проте керівництвом з льотної експлуатації повітряного судна виконувати вищий пілотаж на даному літаку заборонено.

## Модифікації

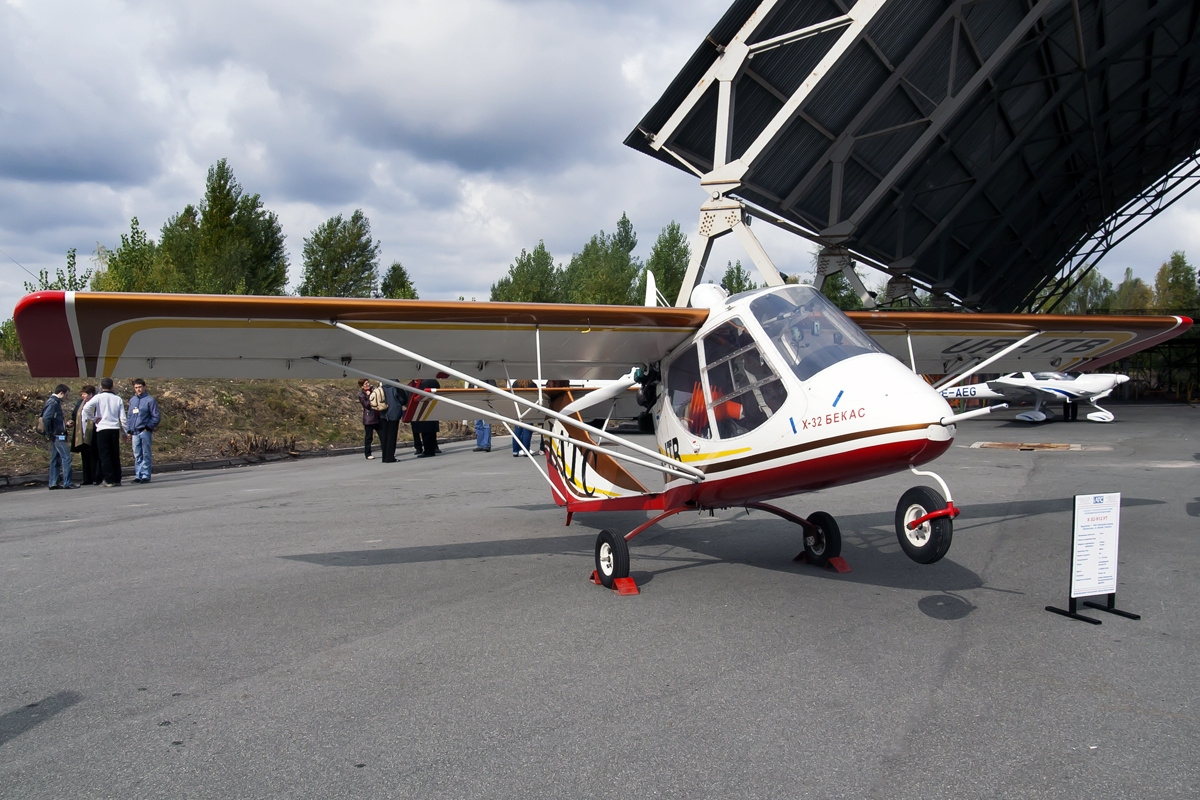
Літак Х-32-912 «Бекас» на 7-му Міжнародному аерокосмічному салоні «АВІАСВІТ-XXI», 30 вересня 2010 року, Київ (Україна).

- Х-32 «Бекас» — основна серійна модифікація з двигуном Rotax 582.
- Х-32-912 — серійна модифікація з двигуном Rotax 912.
- Х-32 «Арктика» — модифікація з лижним шасі для взльоту і посадки на засніжені майданчики.[11]
- Х-32Н «Гідро» — гідроплан, призначений для базування на водній поверхні з поплавковим шасі.
- Х-32СХ «Агро» — двомісний сільськогосподарський варіант.
- Х-32СХ-912 — двомісний сільськогосподарський варіант з двигуном Rotax 912.
- Х-32СХ-1 — одномісний сільськогосподарський варіант зі збільшеним корисним навантаженням оприскувалього розчину до 220 кг.[12]
- Х-32УТ «Учбово-тренувальний» — модифікація для початкового навчання пілотуванню літаків.[13]
- Х-34 «Рятувальник» — літак призначений для проведення рятувальних та евакуаційних польотів.
- Х-34 «Турист» — тримісна модифікація для аеротуризму і подорожей, оснащена двигуном Rotax 912UL або Rotax 912ULS.[11]
- Х-36-1 «Турист» — двомоторний чотиримісний літак для аеротуризму і подорожей (проєкт).[14]
- Х-36-2 — двомоторний вантажно-пасажирський літак (проєкт).[14]

### Закордонне виробництво

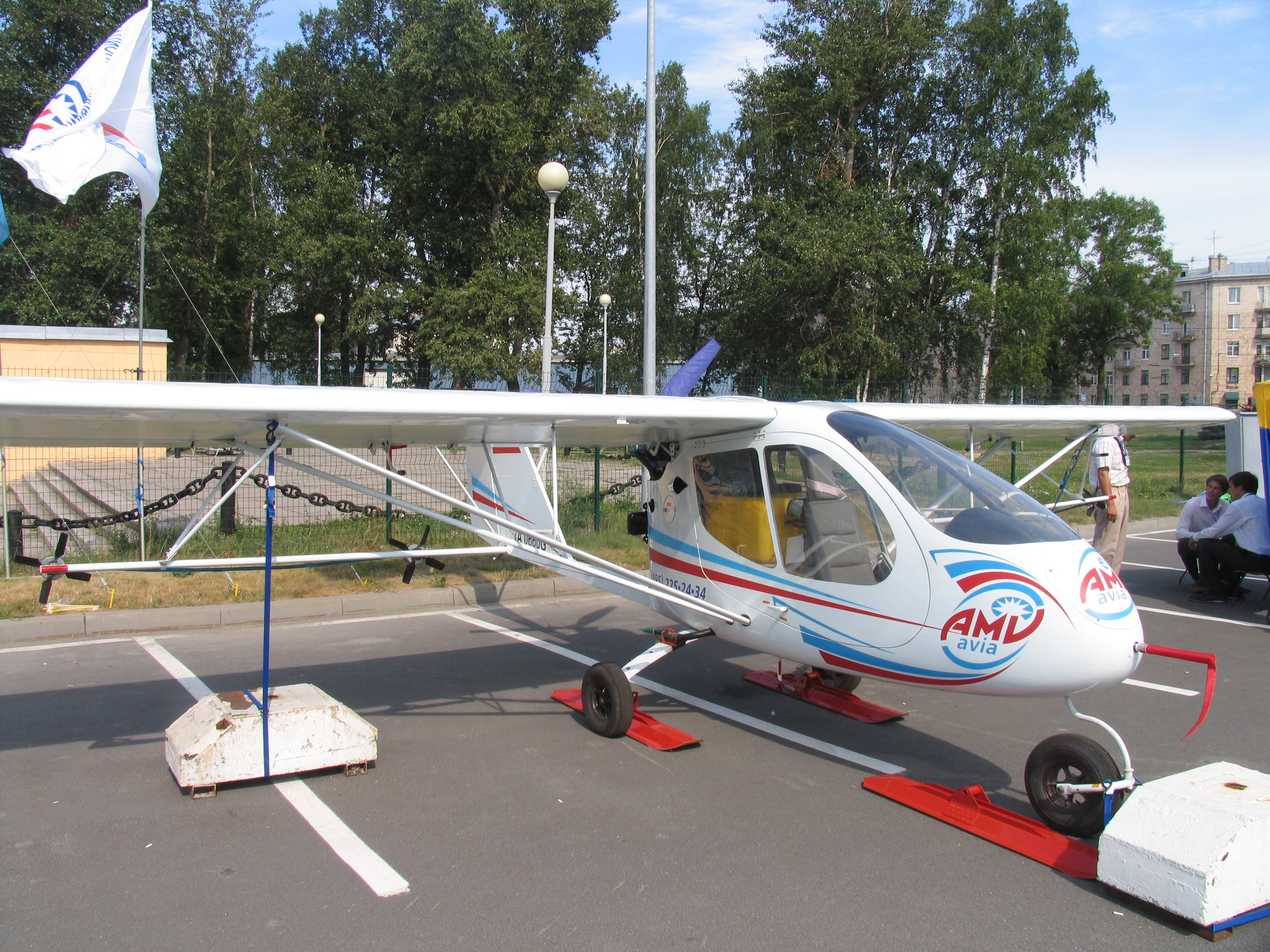
Літак С-2СХ «Синтал» на виставці «ИнтерАэроКом 2010», Санкт-Петербург (Росія).

- С-2 «Синтал», С-2СХ «Синтал», С-2УТ «Синтал» — модифікації Х-32, Х-32СХ та Х-32УТ виробництва ООО «РЭМЗ-Авиа» (Рязань, Росія), дочірнього підприємства Рязанського експериментального механічного заводу.[15][16][17]
- Х-32 «МИКС» — модифікація Х-32 «Бекас» виробництва АСТК «АЭРО-МИКС» (Рязань, Росія).[18]
- RumBird X-32, GulfBird X-34 — ліцензійні копії X-32 та Х-34 виробництва Engenious Aerospace Ltd. (Індія), що продавалися йорданською компанією JAI (Jordan Aerospace Industries) в Індійському та Південно-Азійському регіонах.

Окрім серійного виробництва продавалися і КІТ-набори для самостійного збирання, у конструкцію яких власники часто вносили додаткові непередбачені виробником зміни, наприклад А-32мтв (Росія).
Також підпільно виготовлялися не лінзійні копії шляхом кустарного виробництва.

## Характеристики
| Характеристика                                | Х-32                | Х-32-912            | Х-32Н                | Х-34                    |
| --------------------------------------------- | ------------------- | ------------------- | -------------------- | ----------------------- |
| Двигун                                        | Rotax 582 (64 к.с.) | Rotax 912(100 к.с.) | Rotax 912 (100 к.с.) | Rotax 912ULS (100 к.с.) |
| Максимальна швидкість, Vne                    |                     | 180 км/год          |                      | 140 км/год              |
| Крейсерська швидкість                         |                     | 125 км/год          |                      | 74-140 км/год           |
| Швидкість звалювання (з закрилками)           |                     | 55 км/год           |                      | 58 км/год               |
| Швидкість підйому                             |                     | 480 м/хв            |                      | 210 м/хв                |
| Макс. дальність (40 л палива, штиль)          |                     |                     |                      |                         |
| Макс. тривалість польоту (40 л палива, штиль) |                     | 3,3 год             |                      |                         |
| Макс. дальність (90 л палива, штиль)          |                     | 1100 км             |                      | 1100 км                 |
| Макс. тривалість польоту (90 л палива, штиль) |                     | 7,5 год             |                      | 7,5 год                 |
| Практична стеля                               |                     | 4000 м              |                      |                         |
| Довжина розбігу/пробігу (штиль)               |                     | 90 м                |                      | 120/100 м               |
| Розмах                                        |                     | 9 м                 |                      | 9,45 м                  |
| Довжина                                       |                     | 6,55 м              |                      | 6,23 м                  |
| Висота                                        |                     | 1,31 м              |                      | 2,4 м                   |
| Площа крила                                   |                     | 12,33 м2            |                      | 13.01 м2                |
| Максимальна злітна вага                       |                     | 550 кг              |                      | 495 кг                  |
| Вага пустого                                  |                     |                     |                      | 320 кг                  |
| Екіпаж                                        |                     | 2 чол               |                      | 3 чол                   |
| Допустимі перевантаження                      |                     | +4 / −2,2           |                      |                         |

## Аварії
Літаки Х-32 та його модифікації мають статистику чисельних аварій і загибелі пілотів, зазвичай під час виконання сільськогосподарських робіт з порушенням техніки безпеки під час виконання польотів на надмалих висотах.
- 30 червня 2004 року, увечірі в районі озера Севан (Вірменія) розбився літак Х-32СХ з грузинською реєстрацією під час виконання сільськогосподарських робіт. Пілот, громадянин Грузії, загинув на місці.[23]
- 19 червня 2008 року, о 13:30 поблизу села Руч'ї Роздольненського району АР Крим (Україна) розбився одномісний Х-32СХ-1 під час виконання сільськогосподарських робіт зачепившись за лінії електрмереж. Пілот, громадянин РФ, був госпіталізований з численними переламами рук та ніг. Літак належав ТОВ «АГРОСВІТ-21» (місто Щолкіне).[24]
- 19 травня 2011 року, о 20:50 за київським часом, при заході на посадку, біля селища Октябрьський Михайлівського району Рязанської області Росії, впав на землю літак, що належав авіаційному клубу «АЕРО-МІКС», який проводив хімічну обробку сільськогосподарських угідь. Пілот загинув.
- 9 липня 2011 року в містечку Рось Волковиського району (Білорусь) розбився літак[be-x-old] ТОВ «Пружаны Авіяхімсэрвіс». Пілот загинув.
- 26 липня 2014 року поблизу міста Пустомити Львівської області (Україна), зачепивши лінію електропередач, розбився приватний літак, зареєстрований у місті Чернівці. Пілот загинув.
- 13 липня 2018 року поблизу автодороги в с. Миколаівка Роменського району розбився одномісний літак "Х-32 Бекас". Пілот загинув.
- 15 липня 2018 року о 20:07 поблизу с. Заруддя Роменського району під час обробки отрутохімікатами сільгоспугідь сталося падіння легкомоторного літака "Х-32 Бекас". Пілот загинув.
- 12 вересня 2020 року поблизу с. Дяківка Буринського району під час обробки отрутохімікатами сільгоспугідь сталося падіння легкомоторного літака "Х-32 Бекас". Попередньо встановлено, що літак зачепився за дроти високовольтної лінії електропередач. Пілот загинув. У ході розслідування було встановлено що пілот перебував у стані алкогольного сп'яніння.[25]

## Цікаві факти
- У вересні 1997 року кіностудією «РА 94» (Харків) було знято документальний фільм про літак Х-32 «Бекас» тривалістю 55 хвилин 48 секунд. 19 січня 2018 року фільм було опубліковано на офіційному каналі ХАІ в YouTube.[26]
- У 2008 році льотчик-випробовувач Володимир Грудій, начальник Харківського аероклубу, провів серію випробувальних польотів на літаку Х-32-912 «Бекас» з виконанням фігур вищого пілотажу, зокрема Мертвої петлі та Бочки. Відео з пілотажем було показано у телепрограмі «Фабрика ідей» виробництва Харківської обласної державної телерадіокомпанії.[27]
- 1 листопада 2015 року у виданні «Волинська газета» (Луцьк) було опубліковано репортаж з патрулювання лісів та виявлення лісових пожеж на літаку Х-32 «Бекас» поблизу c. Озеро Луцького району Волинської області.[28]
- У 2021, Володимир Меглінський запропонував як варіант підвищення вантажопідйомності літака створення модифікації Х-32 Бекас у вигляді біплана[29].
- Літак Tornado від компанії Titan Aircraft конструкцйно подібний до Х-32 Бекас[30][31][32].